# Гарбор-Брідж (Сідней)

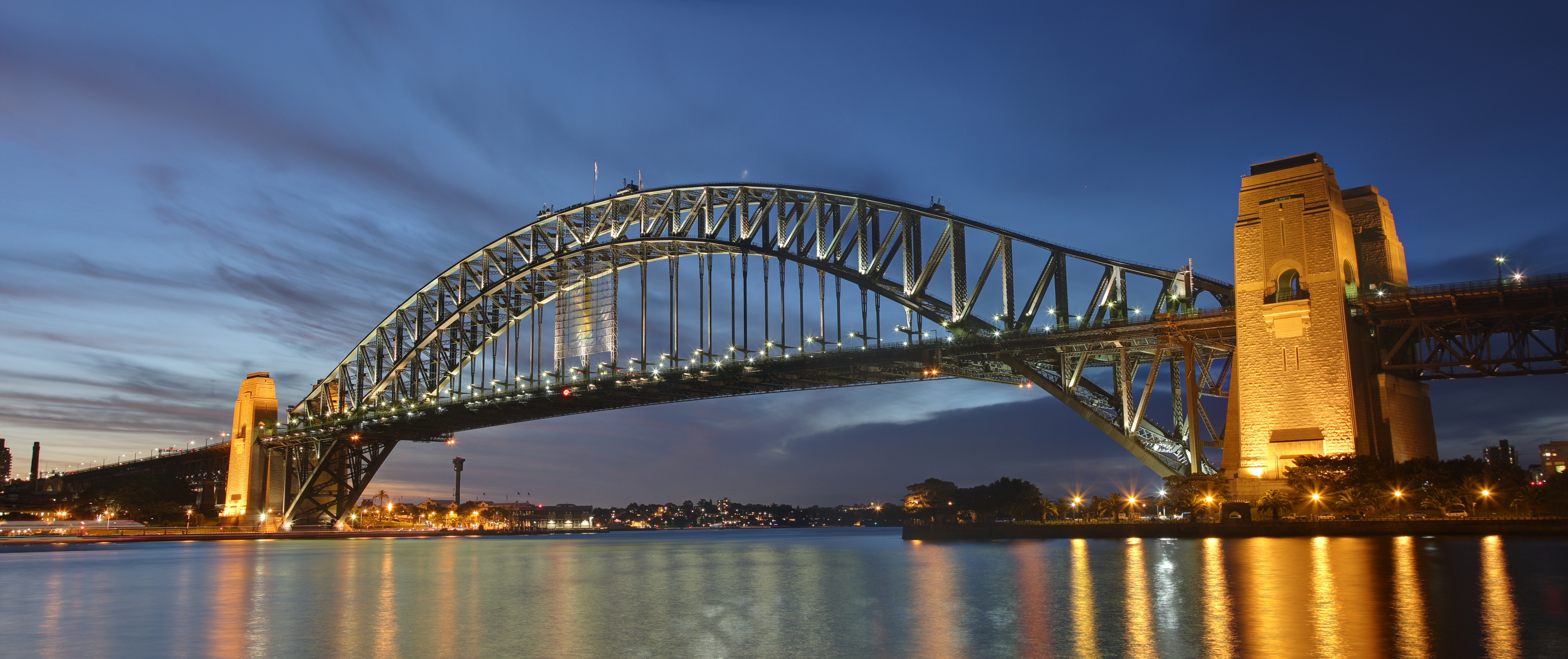
Гарбор-Брідж через затоку Порт-Джексон

33°51′08″ пд. ш. 151°12′38″ сх. д. / 33.852232° пд. ш. 151.210684° сх. д.
Гарбор-Брідж(англ. Sydney Harbour Bridge) — арковий міст через затоку Порт-Джексон в Сіднеї, Австралія. Міст сполучає Центральний бізнес район з Норт-Шор. Довжина мосту — 1149 метрів, довжина головного прольоту — 503 метри, висота над водою — 134 метри. Міст збудовано у 1925—1932 роках. При ширині 48.8 метра цей міст був найширшим у світі до побудови 2012 року моста Порт-Манн-Брідж у Ванкувері.

## Будівництво

### Передісторія
Перші ідеї з'єднати північний та південний береги затоки мостом були висунуті ще в 1815 році Френсісом Грінвеєм, проте економічний розвиток Сіднея на той час та відсутність спеціальних матеріалів для будівництва не дозволяли побудову такого масштабного проекту.
З початком індустріалізації Сідней почав дуже швидко розширюватися і вже на початку ХХ століття населення міста становило більше мільйона чоловік. Одразу з цим виникла проблема як можна з'єднати два береги портової гавані. На рубежі віків уряд Нового Південного Уельсу почав серйозно досліджувати можливість побудови мосту через затоку. Перші проекти мосту були запропоновані ще 1900-х роках. У 1903 році була створена Консультативна рада на чолі з Джоном Бредфілдом для розгляду проектів будівництва мосту. Саме Бредфілду, котрий на той час відповідав за електрифікацію приміської залізниці приходить ідея побудови залізничної колії по мосту. Джон Бредфілд береться за розробку проекта мосту в 1912 році і саме йому приходить ідея побудови одноаркового мосту. Існували також проекти вантового та багато аркового мосту. Проте через початок першої світової війни плани будівництва мосту відходять на другий план.

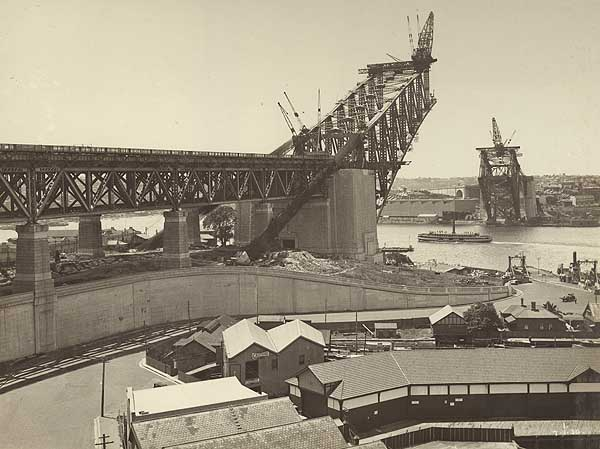
Будівництво арки

### Будівництво
Після закінчення першої світової війни та інтенсивним розвитком міста питання будівництва мосту постало знову і 24 листопада 1922 року парламент Нового Південного Уельсу ухвалив закон Гарбор-Брідж, відповідно до якого проводився тендер на пошук генпідрядника будівництва мосту. За результатами проведення тендеру, право будівництво мосту виграла англійська компанія Dorman Long and Co Ltd. 24 березня 1924 року уряд Нового Південного Уельсу підписав з ними контракт на будівництво. Детальну розробку проекту нового мостового переходу Dorman Long and Co Ltd доручила інженеру Альфу Фріману.
1924 року з території будівництва мосту було виселено 800 сімей, а їх будинки зруйновано. Сім'ї не отримали жодної компенсації. Основні ж роботи з будівництва мосту було розпочато в січні 1925 року. До 1928 року тривало будівництво опор та під'їздів до мосту. Будівництво самого мосту було розпочато одночасно на двох берегах затоки в грудні 1928 року. Будівництво арки було розпочато в 1929 році. На двох кінцях будівництва арки були встановлені спеціальні крани, котрі піднімали металеві балки, поміж собою балки закріплювалися заклепками. О 10 вечора 19 серпня 1930 року дві частини арки були з'єднані. Після завершення будівництва арки розпочалося будівництво автомобільної дороги, трамвайних та залізничних колій, котре було завершено в 1931 році. 12 січня 1932 року остаточно було завершено будівництво. В лютому почалися випробування на міцність, так мостом проїхало 96 пар локомотивів. Міст було відкрито 19 березня 1932 року.

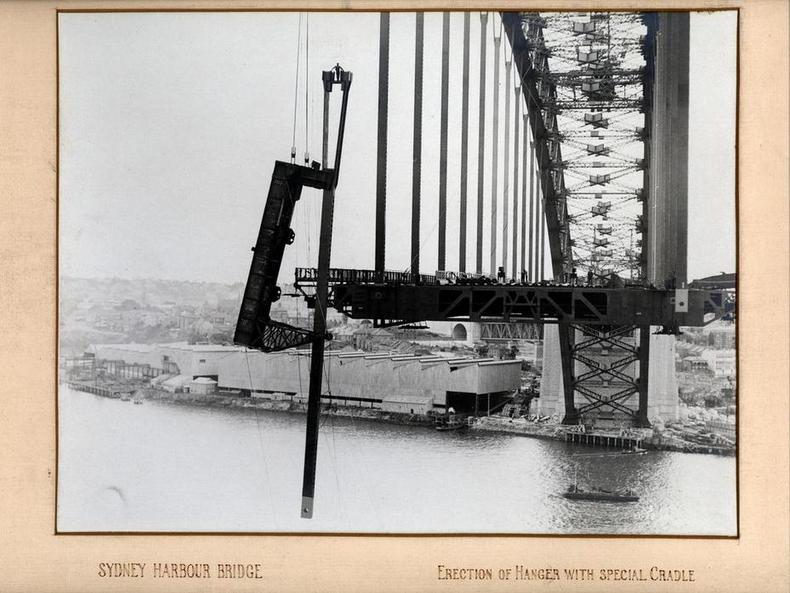
Будівництво дороги

Будівництво мосту тривало 8 років з 1925 по 1932 рік і обійшлося в 13.5 млн. австралійських доларів. На будівництві працювало 2000 чоловік, переважно австралійці. 16 робітників загинуло під час будівництва.

### Відкриття
Міст було офіційно відкрито 19 березня 1932 року. У відкритті мосту взяли участь губернатор штату Філіпп Гейм і прем'єр штату Джек Ланг. Міст повинен був бути відкритий після перерізання стрічки на південному березі затоки прем'єром штату Джеком Лангом, проте перед тим як перерізати стрічку чоловік у військовій формі в'їхав на коні на міст та перерізав стрічку мечем в протест того що міст був відкритий без королівської родини. Він був одразу заарештований і потім після проходження психіатричного обстеження виплатив штраф в 5 фунтів. Стрічка після інциденту була швидко натягнута знову і Ланг її офіційно перерізав. Після цього прогримів 21 гарматний салют і було проведено парад ВПС Австралії.

## Туризм

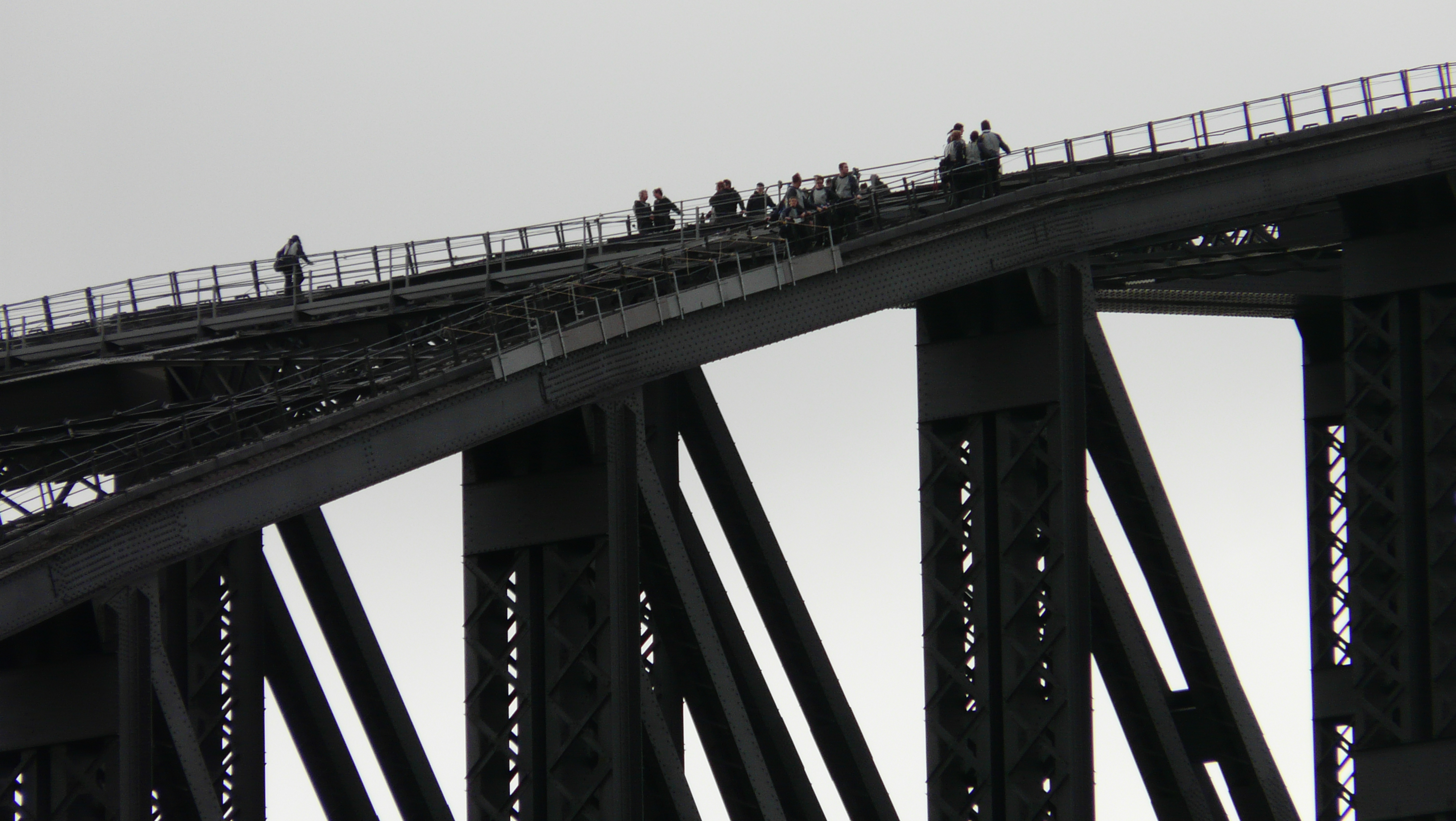
Підйом на верхівку арки

Гарбор-Брідж є однією з найвизначніших пам'яток Сіднея на рівні з Сіднейським оперним театром. Тому зі свого відкриття він користувався великою популярністю серед туристів. Сьогодні на мосту існує два оглядових майданчика на одному з пілонів на висоті 87 метрів та на верхівці арки на висоті 134 метрів. Також по мосту проводиться декілька екскурсій.
На південно-східному пілоні, на висоті 87 метрів розташований оглядовий майданчик з телескопами. З 1998 року південна половина арки стала відкритою для туристів. Компанія BridgeClimb проводить спеціальні тури на верхівку арки, котра розташована на висоті 134 метрів. Тур проводиться невеликими групами до 15 чоловік з альпіністами. Сходження на верхівку мосту триває 3,5 години. З 2006 року BridgeClimb розпочала альтернативне сходження на міст з екскурсією по нижній частині мосту. З 2009 року також існує експрес-тур підйому на арку за 2 години та 15 хвилин.